# Maria Awaria
Maria Awaria – drugi studyjny album Marii Peszek, wydany w 2008 roku nakładem wytwórni Kayax.

## Ogólne informacje
Płyta została niemal w całości wyprodukowana przez Andrzeja Smolika, który skomponował też muzykę do większości utworów. Wyjątkiem jest tylko utwór „Muchomory” wyprodukowany przez Jana Smoczyńskiego i Michała Króla. Wszystkie teksty napisała sama Maria Peszek, z niewielkim udziałem Piotra Lachmanna. W jednym z utworów wokalnie udzielił się "Edek", prywatnie partner artystki. Tematycznie, cały krążek jest poświęcony doznaniom cielesnym, fizyczności i kobiecej seksualności.
Początkowo album miał nosić tytuł Hedonia, od greckiego słowa "hedone", czyli "przyjemność". Artystka rozważała także tytuły Mi mokro oraz Bezwstydnik do słuchania. Tytuł „Hedonia” został później nadany piosence, która oryginalnie nazywała się „Niebo”, a Bezwstydnik użyto jako tytuł dla książki, która ukazała się równocześnie z płytą. Zawierała ona głównie teksty utworów z albumu, felietony, które artystka pisała dla magazynu Elle oraz zdjęcia, w dużej mierze o zabarwieniu erotycznym.
Pierwszym zwiastunem płyty był utwór „Ciało”, do którego teledysk pojawił się w sierpniu 2008. Piosenka dotarła do 5. miejsca rockowej listy przebojów opolskiej rozgłośni studenckiej Emiter. Kolejnym utworem promującym album było nagranie „Rosół”, a następnym – i ostatnim – „Muchomory”. Obie te piosenki cieszyły się dość sporą popularnością na niektórych radiowych listach przebojów.
Ze względu na swoją tematykę, płyta zebrała mieszane recenzje. Teksty piosenek wywołały skrajne opinie, z jednej strony zostały nazwane "błyskotliwymi", a z drugiej – "grafomańskimi". Wzbudziły wiele kontrowersji, szczególnie wśród konserwatywnych środowisk prawicowych. Tabloid Fakt z oburzeniem skrytykował piosenkarkę za odniesienia do seksu i "drwinę z polskiego tańca ludowego" (kujawiaka) w utworze „Hujawiak”. Katolicki Nasz Dziennik określił muzykę z albumu jako "obsceniczną i wulgarną", a samą piosenkarkę potępił za "gardzenie tradycyjnymi wartościami". Skandal wywołał też udział Peszek w programie Kuba Wojewódzki wyemitowanym 23 września. Ze względu na przepełnione erotyką treści padające w rozmowie, telewizja TVN przesunęła godzinę emisji odcinka na 23:00.
Krążek otrzymał nagrodę Paszport „Polityki” w kategorii "muzyka popularna", a także Fryderyka w kategorii "album muzyki alternatywnej".
Płyta zadebiutowała na polskiej liście sprzedaży OLiS na miejscu 3. i już po tygodniu dotarła na miejsce 1.
Płyta zajęła 16. miejsce w rankingu ZPAV najlepiej sprzedających się albumów 2008 roku w Polsce. Dzięki wysokiej sprzedaży album uplasował się też na 2. miejscu listy najlepiej sprzedających się polskich płyt podczas festiwalu TOPtrendy. 17 października 2008 Maria Awaria uzyskała status platynowej płyty za sprzedaż przekraczającą 30 tysięcy egzemplarzy. Według stanu na rok 2011 album rozszedł się w nakładzie 55 tysięcy egzemplarzy, a w listopadzie 2016 uzyskał status podwójnej platyny.

## Lista utworów
1. „Miś” – 3:33 (muzyka – Maria Peszek, Michał "Fox" Król; tekst – Maria Peszek)
2. „Kobiety pistolety” – 4:53 (muzyka – Andrzej Smolik; tekst – Maria Peszek)
3. „Marznę bez ciebie” – 3:28 (muzyka – Maria Peszek, Michał "Fox" Król; tekst – Maria Peszek, Piotr Lachmann)
4. „Rosół” – 2:39 (muzyka – Andrzej Smolik; tekst – Maria Peszek)
5. „Miłość w systemie Dolby Surround” (feat. Edek) – 3:49 (muzyka – Andrzej Smolik, Maria Peszek; tekst – Maria Peszek)
6. „Reks” – 0:27 (muzyka – Andrzej Smolik, Maria Peszek; tekst – Piotr Lachmann)
7. „Hujawiak” – 3:29 (muzyka – Andrzej Smolik, Maria Peszek; tekst – Maria Peszek)
8. „Maria Awaria” – 3:40 (muzyka – Andrzej Smolik, Maria Peszek; tekst – Maria Peszek)
9. „Superglue” – 2:26 (muzyka – Andrzej Smolik, Maria Peszek; tekst – Maria Peszek)
10. „Ciało” – 4:01 (muzyka – Andrzej Smolik, Maria Peszek, Michał "Fox" Król; tekst – Maria Peszek)
11. „Rozpuda” – 3:28 (muzyka – Andrzej Smolik, Maria Peszek; tekst – Maria Peszek)
12. „Hedonia” – 3:57 (muzyka – Andrzej Smolik, Maria Peszek; tekst – Maria Peszek, Piotr Lachmann)
13. „Ładne słowa to” – 3:03 (muzyka – Andrzej Smolik, Maria Peszek; tekst – Maria Peszek)
14. „Muchomory” – 3:47 (muzyka – Maria Peszek, Michał "Fox" Król; tekst – Maria Peszek)

## Twórcy
- Maria Peszek – słowa, śpiew
- Piotr Lachmann – słowa

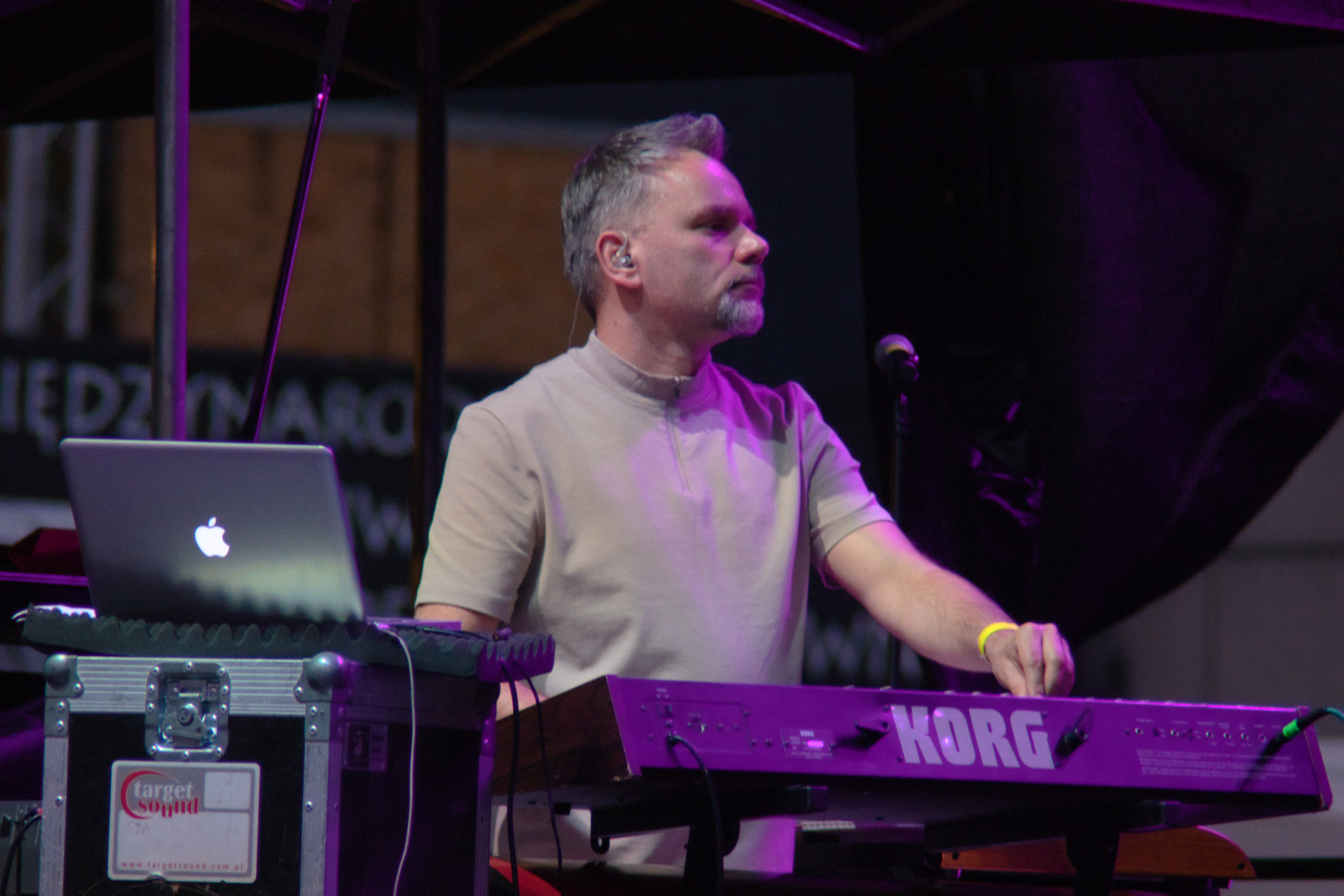
Miłosz Wośko (2019)

- Andrzej Smolik – gitara, bas, banjo, sitar, pianino, fortepian, Organy Hammonda, syntezator, flet, tuba, perkusja, cymbały, aranżacja partii smyczkowych, produkcja muzyczna utworów 1-13
- Jan Smoczyński – produkcja muzyczna utworu 14
- Michał "Fox" Król – pianino, instrumenty klawiszowe, perkusja, cymbały, produkcja muzyczna utworu 14
- Marcin Ułanowski – perkusja
- Łukasz Korybalski – trąbka, skrzydłówka
- Radosław Nowicki – saksofon
- Wojciech Traczyk – kontrabas
- Mariusz Wróblewski – gitara elektryczna
- Leszek Łuszcz – werble
- orkiestra Sinfonia Viva – instrumenty smyczkowe
- Miłosz Wośko – aranżacja partii smyczkowych
- Andrzej Rękas – puzon
- Mariusz Mielczarek – baryton
- Edek – wokal w utworze 5
- Krzysztof Pszona – miksowanie
- Bartłomiej Kuźniak – mastering

## Trasa koncertowa
Koncert w obiekcie Alvernia Studios 26 listopada 2009 został sfilmowany w ramach projektu Najmniejszy koncert świata i wydany na DVD przez firmę Agora 15 października 2010 jako część serii o tym samym tytule.
| Data                                 | Miasto           | Państwo | Obiekt                               | Źródło        |
| ------------------------------------ | ---------------- | ------- | ------------------------------------ | ------------- |
| Seria 1                              |                  |         |                                      |               |
| 17 października 2008                 | Warszawa         | Polska  | Kino „Palladium”                     | [ 30 ]        |
| 18 października 2008                 | Gdańsk           | Polska  | Klub Żak                             | [ 30 ]        |
| 19 października 2008                 | Poznań           | Polska  | Eskulap                              | [ 30 ]        |
| 23 października 2008                 | Łódź             | Polska  | Funaberia 2                          | [ 30 ]        |
| 25 października 2008                 | Lublin           | Polska  | Centrum Kultury                      | [ 30 ]        |
| 30 października 2008                 | Toruń            | Polska  | Od Nowa                              | [ 30 ]        |
| 9 listopada 2008                     | Wrocław          | Polska  |                                      | [ 30 ]        |
| 15 listopada 2008                    | Kraków           | Polska  | Teatr Łaźnia Nowa                    | [ 30 ]        |
| 22 listopada 2008                    | Katowice         | Polska  | Galeria Szyb Wilson                  | [ 31 ]        |
| 28 grudnia 2008                      | Warszawa         | Polska  | Bemowskie Centrum Kultury            | [ 32 ]        |
| Seria 2                              |                  |         |                                      |               |
| 18 stycznia 2009                     | Dąbrowa Górnicza | Polska  | Pałac Kultury Zagłębia               | [ 33 ]        |
| 25 stycznia 2009                     | Poznań           | Polska  | Eskulap                              | [ 34 ]        |
| 1 lutego 2009                        | Bydgoszcz        | Polska  | Vanila Club                          | [ 35 ]        |
| 6 lutego 2009                        | Zielona Góra     | Polska  | Filharmonia Zielonogórska            | [ 36 ]        |
| 7 lutego 2009                        | Szczecin         | Polska  | Filharmonia Szczecińska (2 koncerty) | [ 37 ]        |
| 20 lutego 2009                       | Bielsko-Biała    | Polska  | Rudeboy Club                         | [ 38 ]        |
| 15 marca 2009                        | Kielce           | Polska  | Wojewódzki Dom Kultury               | [ 39 ]        |
| 21 marca 2009                        | Sopot            | Polska  | Polska Filharmonia Kameralna         | [ 40 ]        |
| 23 marca 2009                        | Wrocław          | Polska  | Centrum Sztuki Impart                | [ 41 ]        |
| 23 maja 2009                         | Ciechanów        | Polska  | Centrum Kultury i Sztuki             | [ 42 ]        |
| Seria 3                              |                  |         |                                      |               |
| 9 września 2009                      | Warszawa         | Polska  | Amfiteatr w Łazienkach Królewskich   |               |
| 11 października 2009                 | Wrocław          | Polska  | Strefa WZ                            | [ 43 ]        |
| 5 listopada 2009                     | Poznań           | Polska  |                                      | [ 44 ]        |
| 22 listopada 2009                    | Gdynia           | Polska  | Ucho                                 | [ 45 ]        |
| 26 listopada 2009                    | Alwernia         | Polska  | Alvernia Studios                     | [ 46 ]        |
| Seria 4: Maria Awaria inwentaryzacja |                  |         |                                      |               |
| 16 października 2010                 | Kraków           | Polska  | Teatr Łaźnia Nowa                    | [ 47 ] [ 48 ] |
| 17 października 2010                 | Częstochowa      | Polska  | Zero                                 | [ 47 ] [ 48 ] |
| 22 października 2010                 | Wrocław          | Polska  | Alibi                                | [ 47 ] [ 48 ] |
| 5 listopada 2010                     | Chorzów          | Polska  | Chorzowskie Centrum Kultury          | [ 47 ] [ 48 ] |
| 14 listopada 2010                    | Łódź             | Polska  | Dekompresja                          | [ 47 ] [ 48 ] |
| 21 listopada 2010                    | Rzeszów          | Polska  | Live                                 | [ 47 ] [ 48 ] |
| 14 grudnia 2010                      | Warszawa         | Polska  | Och-teatr                            | [ 47 ] [ 48 ] |